# Catedral basílica de Santa María (Trujillo, Perú)
La Catedral de Trujillo (también conocida como Catedral basílica de Santa María) es la catedral y principal iglesia de Trujillo, Perú. Su construcción duró 19 años, desde 1647 hasta 1666. En 1967, fue elevada a la categoría de "Basílica menor", por el papa Paulo VI.

## Historia
En un inicio fue fundada como iglesia matriz, luego de la fundación de Trujillo (1535-1540), siendo de arquitectura modesta. En 1616, la iglesia fue elevada la categoría de Catedral por el papa Paulo V; pero para su desgracia fue destruida por el devastador terremoto del 14 de febrero de 1619, junto con la ciudad. La reconstrucción fue encargada a Bartolomé de las Cuevas, y que tampoco sobrevivió al sismo del 29 de febrero de 1635. Consecuentemente, al necesitar el episcopado una tercera edificación más consistente, gran parte de la obra fue construida por el arquitecto Francisco de Soto Ríos, desde 1647, y luego terminada por Francisco Balboa en 1666.

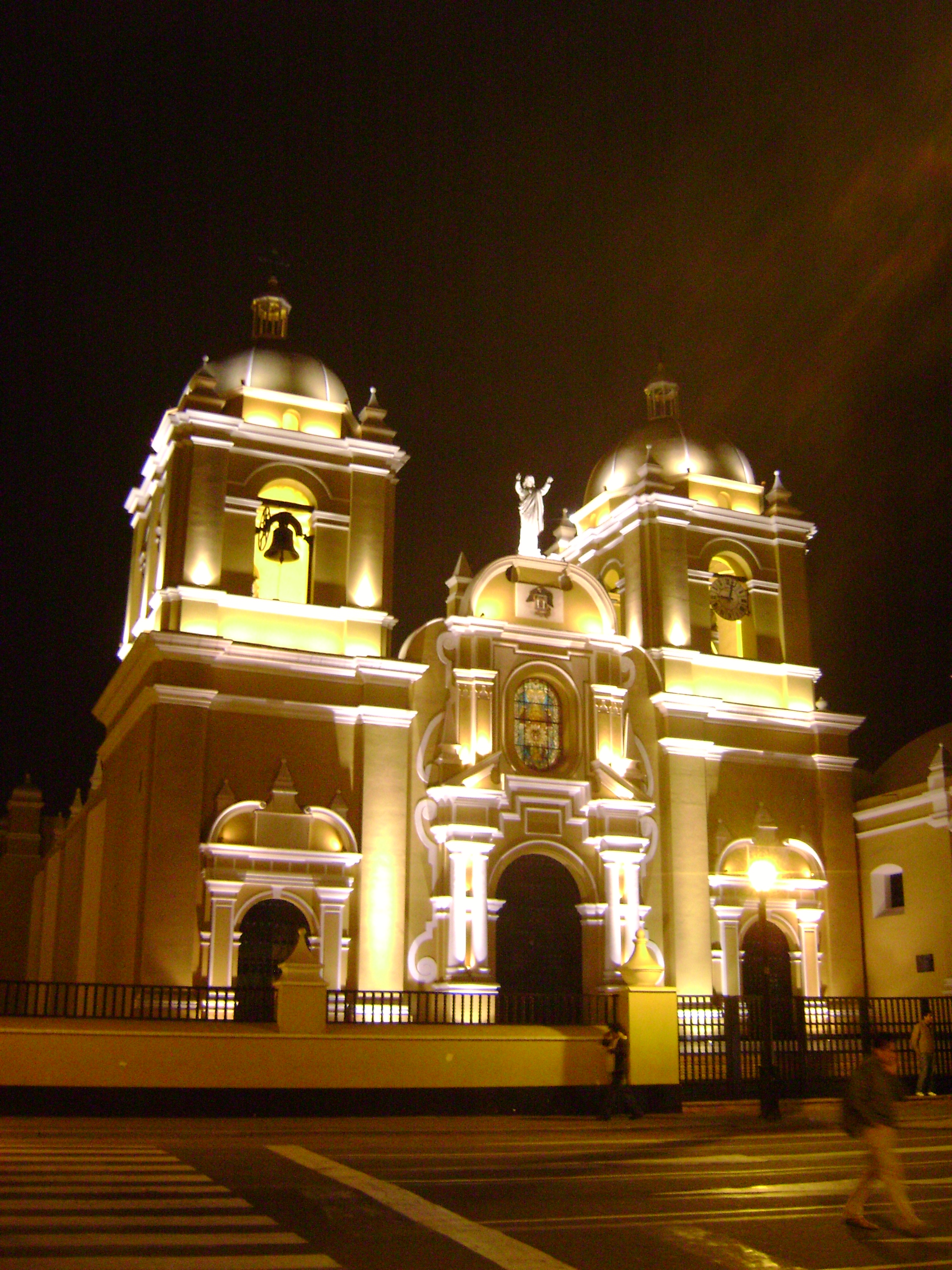
Vista nocturna de la Catedral de Trujillo.

En 1911 se produjeron cambios substanciales que dejaron atrás su originalidad, tales como: el ensanchamiento del presbiterio, reforzamiento del retablo mayor, reemplazo del púlpito construcción de un coro nuevo sobre la puerta de la nave central, sustitución del piso de ladrillo por losetas y la base del presbiterio fue cubierto con mármol; pero la más importante fue el traslado de la sillería de coro al presbiterio. El 23 de agosto de 1967 fue ascendida a la categoría de Basílica Menor por el papa Paulo VI; pero el terremoto de 1970 averió severamente parte de la basílica, derribando el campanario y la cúpula, que al caer arrasó con el modificado retablo mayor. Dos décadas después fue restablecida la estructura completamente.
Su interior es bastante sobrio. Presenta retablos rococós pintados de blanco con dorado y uno barroco con los mismos colores; los lienzos que conserva pertenecen a la escuela cuzqueña de pintura y quiteña. Destaca el retablo mayor "exento", es decir que no está apoyado en pared alguna. Es de estilo barroco churrigueresco y está recubierto de pan de oro. De este tipo de retablo solo quedan dos en el Perú: el de la catedral de Trujillo y el de la catedral del Cusco.
La catedral posee bellísimas pinturas en su bóveda y en la cúpula; por ello es conocida como la Capilla Sixtina o el Vaticano de la Costa, de manera similar a cómo la Iglesia de San Pedro de Andahuaylillas (Cusco) es conocida como la Capilla Sixtina o el Vaticano de los Andes.
Cuenta con el Museo Catedralicio con obras religiosas de la época virreinal en oro y plata.